# Manuel Figueira
Manuel da Costa Figueira (Barreiro, Barreiro, 3 de fevereiro de 1923 - Lisboa, 8 de outubro 1985), foi um político e jornalista português.

## Biografia
Era natural do Barreiro, de cuja Câmara Municipal foi presidente na década de 1950. Como jornalista, iniciou-se na revista "Cinéfilo", tendo fundado e dirigido o semanário "Jornal do Barreiro". Em 1957, na fundação da Radiotelevisão Portuguesa, foi convidado para dirigir o serviço de Informação da nova estação. Cerca de dez anos depois, passou para o jornal diário "O Século", de Lisboa, de que foi chefe de redacção e, entre 1972 e 1975, director. Nos últimos anos foi ainda Director-Geral da Comunicação Social.